# شننگتسا روژانا
شننگتسا روژانا (به لهستانی:  Siennica Różana) یک روستا در لهستان است که در گمینا شننگتسا روژانا واقع شده‌است. شننگتسا روژانا ۱٬۰۰۰ نفر جمعیت دارد.